# Arctische kabeljauw
De Arctische kabeljauw of poolkabeljauw (Boreogadus saida) is een straalvinnige vis uit de familie van kabeljauwen (Gadidae), orde van kabeljauwachtigen (Gadiformes). De volwassen vis is gemiddeld 25 cm lang en kan een lengte bereiken van 40 cm. De hoogst geregistreerde leeftijd is 7 jaar.

## Leefomgeving
De Arctische kabeljauw komt in zeewater en brak water voor. De vis prefereert een arctisch klimaat en heeft zich verspreid over het noorden van de Grote en de Atlantische Oceaan, rondom de Noordpool. De diepteverspreiding is 0 tot 400 m onder het wateroppervlak.

## Relatie tot de mens
De Arctische kabeljauw is voor de beroepsvisserij van groot belang.